# MBxd2
MBxd2 (tip A20D-P) este un automotor cu motor diesel, pentru căi ferate cu ecartament îngust, produs în perioada 1984-86 de către Uzinele Faur din București. Au fost produse 32 de unități ale acestui vehicul pentru căile ferate înguste poloneze.  Automotoarele din seria MBxd2 (precum și vagoanele remorci - seria Bxhpi) au primit - datorită țării de origine - numele „rumunami”.

## Istoric
Căile ferate cu ecartament îngust din Polonia au fost lichidate treptat începând cu anii 1950. O multitudine de factori diferiți au contribuit la acest proces, dar primordial a fost dezvoltarea transportului rutier. Un factor suplimentar care a provocat limitări și/sau lichidari ale liniilor de căi ferate cu ecartament îngust, l-a reprezentat, starea foarte precară atât a infrastructurii cât și a materialului rulant , în mare parte depășite, provenind chiar dinainte de al doilea război mondial. Pentru a preveni închiderea tuturor căilor ferate cu ecartament îngust, în 1983 Ministerul Transporturilor Polonez a achiziționat din România, de la Uzinele 23 August - București (ulterior FAUR ),32 de autotmotoare, încadrate mai târziu în clasa MBxd2 precum și 100 de vagoane remorca încadrate in clasa Bxhpi . Vagoanele au fost proiectate special pentru acest automotor și formau - împreună cu unitatea de tracțiune A20D-P - un tren automotor. Tranzacția a fost precedată de livrarea a două vehicule de testare  .

## Producție și teste
În 1984, uzina românească, a construit două vagoane de testare care au fost livrate către Gryfic și Piaseczno . Unitatile de testare diferă puțin de versiunile ulterioare (printre altele lipsa nervurilor - pentru rigidizare - de pe pereții laterali ai caroseriei). În timpul testelor s-au evidențiat multe deficiențe care însa, au fost eliminate pe parcursul construcției de serie a acestor automotoare. În total, au fost livrate 12 automotoare pentru linii cu ecartamentul de 1000 mm și 20 automotoare pentru linii cu ecartamentul de 750 mm, care au fost livrate în perioada 1984-1987. Automotoarele concepute pentru cele 2 ecartamente diferite, aveau particularități constructive diferite, atât din punct de vedere a lățimii cutiei, cât și prin utilizarea unui raport de transmisie diferit și care, bineințeles că, influența viteza maximă a automotorului. 

## Explicarea numelui
Automotorul a fost denumit, de producător, ca tip A20D-P, cu următoarea semnificație:

A   - Automotor - din limba română = vagon motor sau unitate de tracțiune cu motor diesel;

20 - fracția de o zecime din valoarea puterii motorului - adică din cei aproximativ 200 de CP;

D   - tipul motorului cu ardere internă - în cazul acesta Diesel;

-P  - design dezvoltat special pentru piața poloneză.

La PKP, vagonul a primit incadrarea în seria MBxd2, adică:

M - vagon cu motor (motorizat);

B - clasa a II-a;

x  - patru axe;

d - tipul motorului cu ardere internă - în cazul acesta diesel;

2 - tipul transmisiei cu care este echipat automotorul - adică, transmisie hidromecanică.

## Legături externe
- pl Stationierungsübersicht der MBxd2